# Kazimierz Chromiński
Kazimierz Fortunat Chromiński (ur. 14 lutego 1874 we wsi Wolica, w powiecie rówieńskim na Wołyniu, zm. w wyniku odniesionych ran 21 września 1939 w szpitalu w Chełmie) – pułkownik piechoty Armii Imperium Rosyjskiego i Wojska Polskiego.

## Życiorys

### Rodzina i młodość
Urodził się w rodzinie ziemiańskiej Andrzeja i Marii z Wołoszynowskich. Ukończył sześcioklasową szkołę realną w Równym i uzyskał świadectwo maturalne.

### Służba w armii carskiej
9 marca 1892 zaciągnął się ochotniczo do 127 Putywelskiego Pułku Piechoty 32 Dywizji Piechoty w Równem. 10 sierpnia 1896 ukończył z wyróżnieniem (w I-szym rzędzie) dwuletnią Szkołę Junkierską w Wilnie i 1 września tego roku awansowany został na podporucznika w korpusie piechoty. Następnie ukończył dwa sześciomiesięczne kursy: w Szkole Saperów w Kijowie i tzw. „polową Pojestkę” organizowaną przez dowództwo 11 Korpusu Armijnego w Równem.
16 lutego 1897 w Jampolu ożenił się z Wandą Poznańską (małżeństwo bezdzietne - pasierbica).
14 października 1900 objął swoje pierwsze dowództwo – został mianowany dowódcą ochotniczej komendy. 15 maja 1903 został awansowany na stopień porucznika i pełnił funkcję naczelnika komendy wywiadowców, którą dowodził do 17 listopada 1904. W międzyczasie (6 czerwca 1904) otrzymał Oficerską Strzelecką Nagrodę.
12 stycznia 1905 odkomenderowany został na Daleki Wschód i mianowany dowódcą ochotniczej komendy wywiadowców w 10 pułku strzelców wschodnich. Komendą dowodził w czasie wojny z Japonią do 16 marca 1906. W walkach przeciwko Japonii wykazał się wielką odwagą i sprawnym dowodzeniem.
Po zakończeniu działań wojennych przeniesiony został z powrotem do 127 Putywelskiego Pułku Piechoty (9 września 1906). 2 lipca 1907 objął dowództwo komendy wywiadowców. 10 października 1907 r. otrzymał awans na stopień sztabskapitana. 10 maja 1912 został odznaczony orderem Św. Stanisława 2 klasy, 15 października 1913 został wyznaczony na dowódcę 12 kompanii ze starszeństwem. 6 lipca 1914 otrzymał awans na stopień kapitana.
Po wybuchu I wojny światowej, armii carskiej przyszło stawić czoła Armii Cesarstwa Niemieckiego i Cesarskiej i Królewskiej Armii. 27 listopada 1914 r. kpt. Chromiński dowodził swoją kompanią w bitwie pod wsią Grodkowice. W bitwie tej wykazał się wielkim zaangażowaniem i odwagą, został ranny w głowę, brzuch i nogę. Za odznaczenie się w boju otrzymał awans do rangi podpułkownika (od 1884 r. w armii rosyjskiej zniesiono stopień majora). 28 lipca 1915 ppłk Chromiński objął dowództwo 12 pułku piechoty. 1 marca 1916 uzyskał awans na stopień pułkownika. 27 listopada 1916 otrzymał rozporządzenie od cara Mikołaja II sformowania i objęcia dowództwa 302 Surażskiego pułku piechoty 76 Dywizji Piechoty.
W trakcie pełnienia służby wojskowej w Armii Carskiej napisał pracę pt. „Zarysy psychologii wojskowej”. Płk Chromiński znał w mowie języki: polski, rosyjski, francuski i niemiecki, a w piśmie polski i rosyjski.

### Służba w polskich formacjach wojskowych w Rosji
11 maja 1917 przeniesiony został do Polskiej Dywizji Strzelców gen. Simona jako prezes Związku Wojskowych Polaków garnizonu m. Kaługi. 15 czerwca 1917 objął dowództwo 2 Polskiego pułku piechoty.
W pięć miesięcy później, 15 listopada 1917 został przeniesiony do I Korpusu Polskiego w Rosji gen. Józefa Dowbor-Muśnickiego. 26 kwietnia 1918 mianowany został pomocnikiem dowódcy Legii Oficerskiej. 26 czerwca 1918, na skutek rozformowania korpusu został zwolniony z wojska. 19 sierpnia 1918 został mianowany Komisarzem Rządu Polskiego na powiat opatowski.
Czas służby wojskowej przed 1 listopada 1918 – 23 lata, 9 miesięcy i 16 dni.

### Służba w odrodzonym Wojsku Polskim
7 grudnia 1918 został przyjęty do Wojska Polskiego z zatwierdzeniem posiadanego stopnia pułkownika ze starszeństwem z dniem 1 marca 1916 i przydzielony do 22 pułku piechoty w Siedlcach na stanowisko dowódcy pułku. W lutym 1919 został mianowany komendantem garnizonu Brześć oraz komendantem rezerwy wojskowej Grupy Podlaskiej. 22 pp dowodził do 15 kwietnia 1919 r. Na skutek kompromitującej opinii gen. Antoniego Listowskiego decyzją Naczelnego Dowództwa został odwołany z dowództwa 22 pp i przeniesiony do Rezerwy Oficerskiej.
9 sierpnia 1919 Sąd Okręgu Generalnego Warszawskiego postanowił umorzyć sprawę sądową, jaką płk Chromiński wytoczył gen. Listowskiemu w sprawie krzywdzącej opinii na temat jego osoby i dalszej przydatności w Wojsku Polskim. Ten sam sąd nie dopatrzył się zarzucanych przez gen. Listowskiego wad moralnych, jak również rzekomego słabego stanu zdrowia, lecz płk Chromiński na stanowisko dowódcy 22 pp już nie wrócił, choć zaliczono mu okres od zwolnienia z dowództwa 22 pp aż do zakończenia sprawy na poczet służby i dowodzenia pułkiem.
Tuż po sprawie sądowej został przydzielony do Oddziału IV - Głównego Kwatermistrzostwa Naczelnego Dowództwa. 19 września 1919 otrzymał stanowisko Głównego Referenta Zdobyczy Wojennej Frontu Litewsko-Białoruskiego przy Dowództwie Okręgu Etapowego Wilno. 16 grudnia 1919 Generalny Inspektor Piechoty, gen. ppor. Aleksander Osiński wystąpił do Departamentu V Ministerstwa Spraw Wojskowych o przeniesienie płk. Chromińskiego na stanowisko sztabowego oficera inspekcyjnego piechoty w Dowództwie Okręgu Generalnego „Pomorze”. Naczelne Dowództwo WP (Sztab Generalny) nie wyraziło zgody na jego przeniesienie, tłumacząc ją ewentualnym zupełnym zastojem z trudnością zorganizowanego referatu.
W lipcu 1920, na skutek połączenia Dowództw Okręgów Etapowych Wilno i Mołodeczno, płk Chromiński został oddany do dyspozycji Oddziału V Sztabu Generalnego z powodu braku odpowiedniego dla niego przydziału.
17 sierpnia 1920 Generalny Inspektor Armii Ochotniczej, generał broni Józef Haller wyznaczył płk. Chromińskiego na stanowisko Okręgowego Inspektora Armii Ochotniczej przy Dowództwie Okręgu Generalnego „Kielce”.
4 grudnia 1920 został mianowany dowódcą baonu zapasowego 24 pp 5 maja 1921 r. na podstawie Dekretu Naczelnego Wodza nr 1377 płk Kazimierz Chromiński otrzymał wniosek o wysunięcie w starszeństwie (12 miesięcy) podpisany przez gen. broni Józefa Dowbora-Muśnickiego. Z tego samego wniosku możemy dowiedzieć się, że płk Chromiński czasowo dowodził 2 Pułkiem Strzelców, a następnie był pomocnikiem dowódcy 2 Legii Rycerskiej.
1 października 1921 r. został wyznaczony na kurs komendantów powiatowych komend uzupełnień. 4 listopada 1921 został mianowany komendantem Powiatowej Komendy Uzupełnień w Baranowiczach. Od 10 marca 1922 był w rezerwie oficerów sztabowych DOK IX Brześć nad Bugiem. Z dniem 1 września 1922 został przeniesiony w stały stan spoczynku z prawem noszenia munduru
12 czerwca 1923 ożenił się po raz drugi w Warszawie z Marią Piekarską (małżeństwo bezdzietne) popełniając tym samym bigamię (19 lutego 1927 Sąd Arcybiskupi w Warszawie uznał ślub za nieważny).
Będąc na emeryturze płk Chromiński mieszkał w willi „Chromna” (Chromna – wieś położona 10 km na płd.-wsch. od Siedlec, dawne gniazdo i siedziba rodu Chromińskich), obok przystanku kolejowego w Kobyłce w pow. radzymińskim, a później w Warszawie przy ul. Jagiellońskiej.
Reskryptem z dnia 26 listopada 1932 Prezydent RP w drodze łaski postanowił zatrzeć skazanie Kazimierza Chromińskiego na karę 3 miesięcy więzienia, darowaną na mocy amnestii z 1928 i orzeczoną wyrokiem Sądu Okręgowego w Warszawie z dnia 8 lutego 1929.
W 1934, jako pułkownik stanu spoczynku piechoty pozostawał w ewidencji Powiatowej Komendy Uzupełnień Warszawa-Miasto III z przydziałem mobilizacyjnym do Oficerskiej Kadry Okręgowej Nr I. Był wówczas „przewidziany do użycia w czasie wojny”.
Został osadnikiem wojskowym w Brześciu nad Bugiem.

## Ordery i odznaczenia
- Krzyż Walecznych nr 46528 – 1 sierpnia 1921[7]
- Medal Zwycięstwa („Médaille Interalliée”) – 4 czerwca 1925[8]
- Odznaka Polskiej Ligi Wojennej – 4 czerwca 1925 (nr legit. 291)
- Odznaka byłych Wojsk Polskich w Rosji Centralnej - 1 maja 1926 (nr legit. 233)
- Order Św. Stanisława 3 st. z mieczami i kokardą (15.06.1905)
- Order Św. Anny 4 st. z nadpisem „Za Męstwo” (08.07.1905)
- Order Św. Anny 3 st. z mieczami i kokardą (23.09.1905)
- Św. Anny 2 st. z mieczami (28.12.1914)
- Order Św. Jerzego 4 st. (z rozkazu kapituły tego orderu 15.01.1915)
- Order Św. Włodzimierza 4 st. z mieczami (11.02.1915)